# صفی‌آباد (جوانرود)
صفی‌آباد (جوانرود)، روستایی از توابع بخش مرکزی شهرستان جوانرود در استان کرمانشاه ایران است.

## جمعیت
این روستا در دهستان پلنگانه قرار دارد و براساس سرشماری مرکز آمار ایران در سال ۱۳۹۵ جمعیت آن ۲٬۴۰۲ نفر (۶۷۶ خانوار) بوده‌ است.

## تپه صفی‌آباد
تپۀ باستانی صفی‌آباد به دلیل قرار گرفتن در بافت روستای صفی‌آباد و توسعۀ ساخت و ساز و بلندمرتبه‌سازی در معرض تعرض قرار دارد. محدودۀ عرصه و حریم این تپه در ۱۵ دی ۱۴۰۳ طی نشست شورای حریم وزارت میراث فرهنگی مورد تصویب قرار گرفت.